# Samolot Rozuma i Bechiny’ego
Samolot Rozuma i Bechiny’ego – zaprojektowany w roku 1909 i zbudowany w roku 1910 polski samolot. Był to jeden z pierwszych polskich samolotów i pierwszy samolot zbudowany w Krakowie.

## Historia
Około 1909 roku Rozum (Polak) i Bechiny (Czech) wspólnie zaprojektowali samolot. Wzorowany na konstrukcji Blériot XI samolot był zbudowany przez firmę Rudawski i Ska w Krakowie. Samolot był napędzany silnikiem zaprojektowanym przez Rozuma i Bechiny’ego, był to także jeden z pierwszych polskich silników lotniczych. W maju 1910 roku samolot był wystawiony na pokaz publiczny w sali Krakowskiego Domu Technika.
Próby silnika i śmigła zostały przeprowadzone publicznie, ale nie są znane żadne informacje na temat prób lotów na tej maszynie. Był to pierwszy samolot zbudowany w Krakowie.

## Opis konstrukcji
Był to jednomiejscowy samolot o konstrukcji drewnianej ze skrzydłem o układzie górnopłatu usztywnionym linkami. Maszyna miała kadłub kratownicowy wykonany z drewna jesionowiec o prostokątnym przekroju. Samolot miał podwozie stałe z płozą ogonową.
Płat samolotu miał kształt prostokątny z zaokrąglonymi końcami, miał konstrukcję drewnianą i był kryty płótnem. Samolot był sterowany przez poprzeczne zwichrzanie skrzydeł.
Napęd samolotu stanowił chłodzony powietrzem, czterocylindrowy silnik gwiazdowy o mocy 50 KM własnej konstrukcji.
Samolot mierzył osiem metrów długości, rozpiętość skrzydeł także wynosiła osiem metrów. Powierzchnia nośna wynosiła szesnaście metrów kwadratowych.
Masa własna wynosiła 260 kilogramów, masa użyteczna 100 kilogramów, a masa całkowita do 360 kilogramów.